# Rue de Bucarest
La rue de Bucarest est une voie du 8e arrondissement de Paris, en France.

## Situation et accès
La rue de Bucarest est une voie publique située dans le 8e arrondissement de Paris. Elle débute au 59, rue d'Amsterdam et se termine au 12, rue de Saint-Pétersbourg.
Le quartier est desservi par la ligne 13 à la station Liège.

## Origine du nom

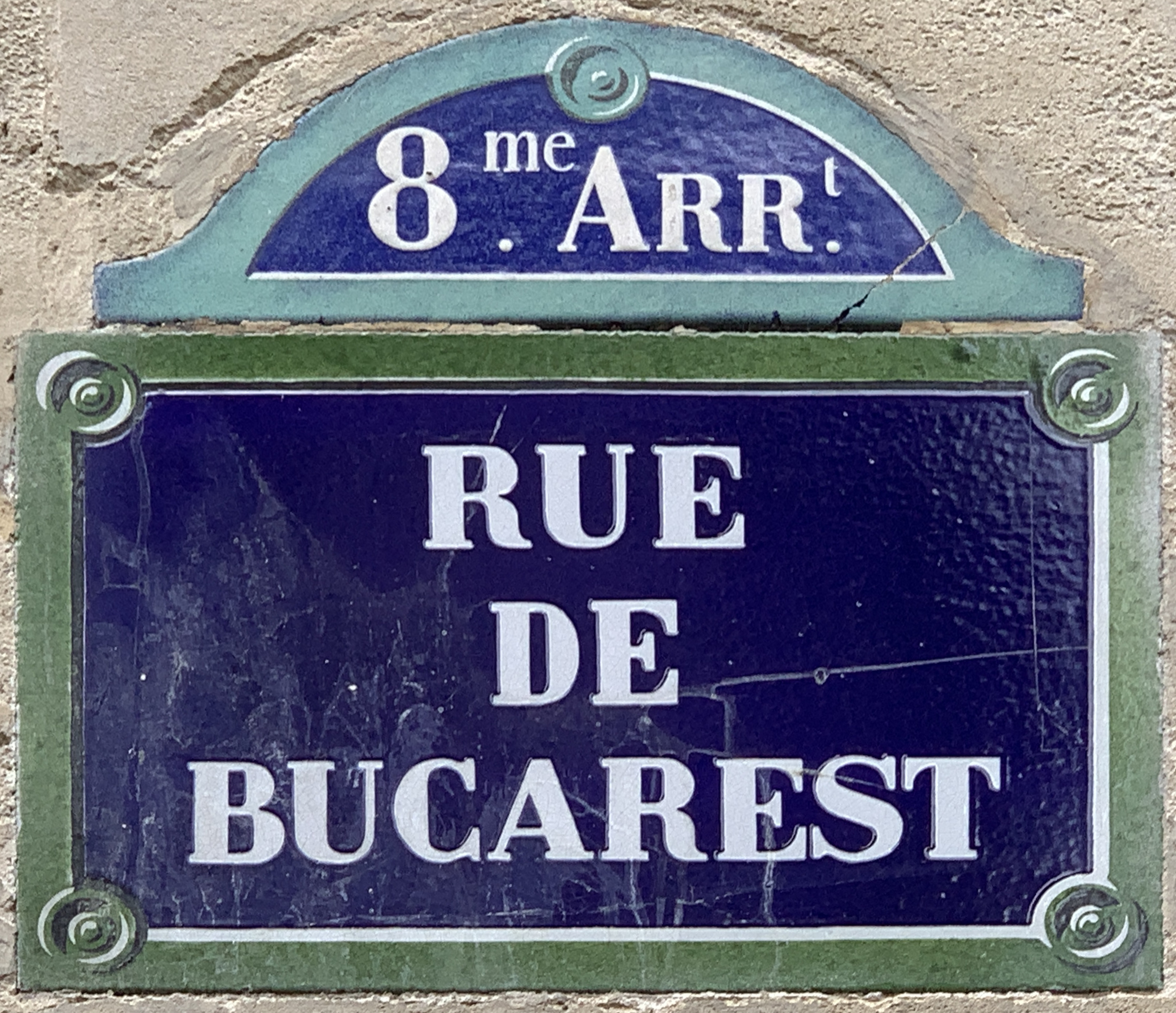
Plaque de la rue.

Son nom est celui de la ville de Bucarest, capitale de la Roumanie. La rue fut ainsi nommée pour célébrer les relations entre la France et la Roumanie.

## Historique
La rue est ouverte en application d'une ordonnance royale du 2 février 1826 sur les terrains appartenant à Jonas-Philip Hagerman et Sylvain Mignon. Elle est alors appelée « rue de Hambourg ». La partie de la rue donnant sur la rue d'Amsterdam est ouverte en 1835 sur des terrains appartenant à Mallet et Mouthier. En 1864, la rue de Hambourg est scindée en deux parties lors de la construction du faisceau ferroviaire de la gare Saint-Lazare. La partie à l'ouest des voies prend le nom de « rue de Naples ». La partie subsistante de la rue de Hambourg devient la « rue de Bucarest » en 1922.

## Bâtiments remarquables ou lieux de mémoire
- No 14 : une plaque commémorative rend hommage au compositeur Louis Beydts (1895-1953), indiquant qu'il y a habité à les 18 dernières années de sa vie.
- Au croisement avec la rue d'Amsterdam (no 61) : collège public Condorcet.

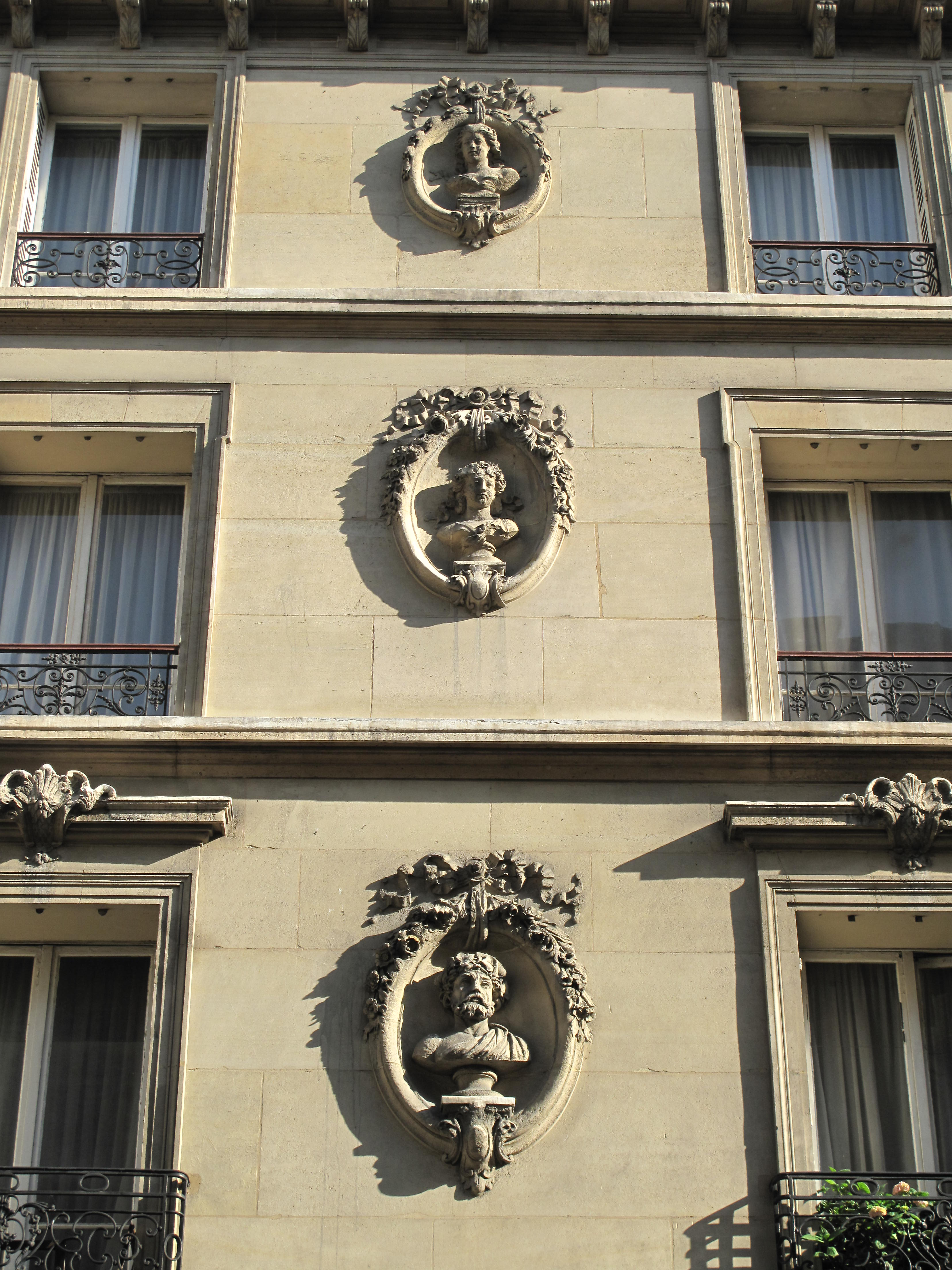
Bustes en façade au no 1.
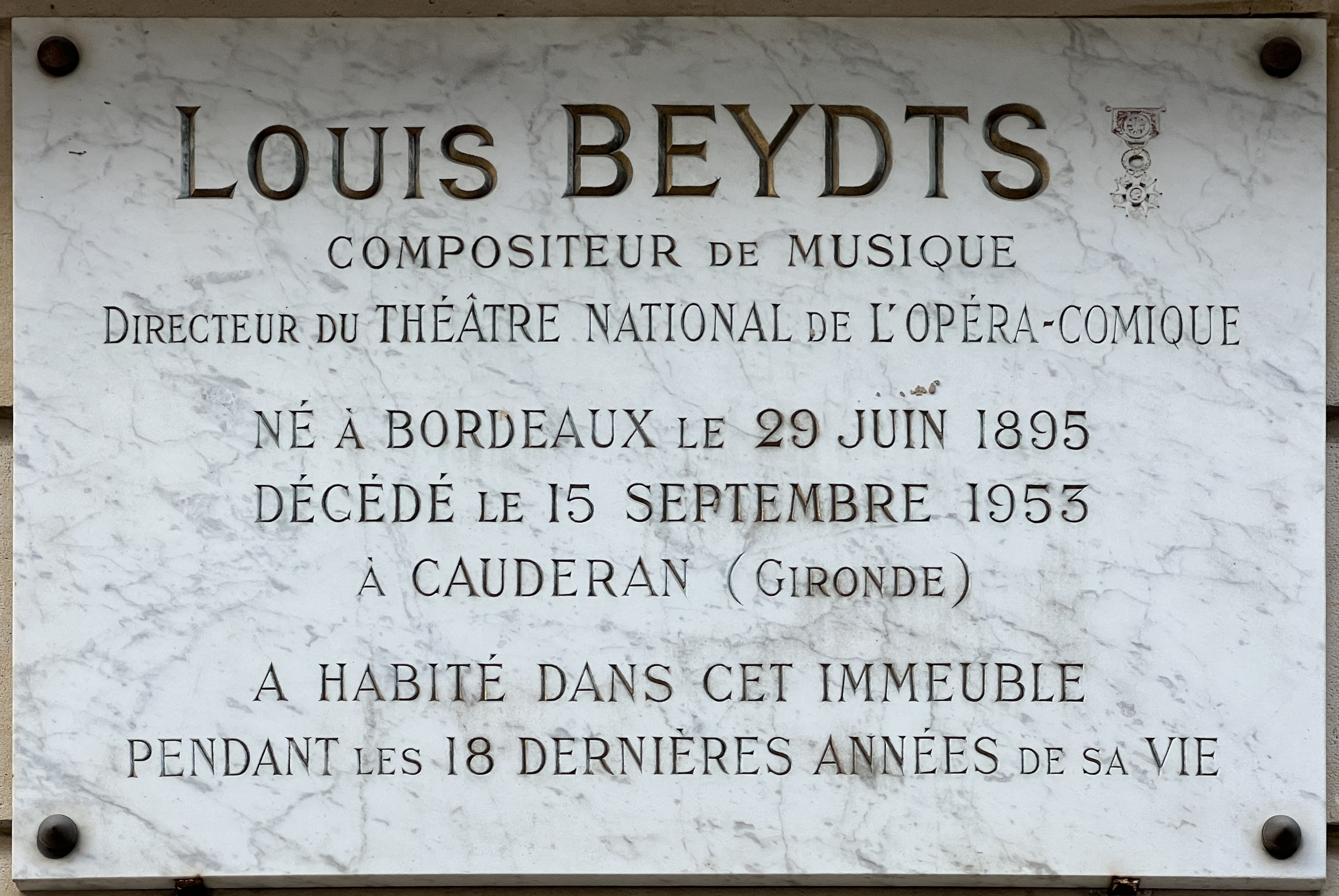
Plaque au no 14.